# Onga
Onga, Ounga, Oungha o Younga (àrab: يونقة, Yūnqa, localment Yūnga) és un jaciment arqueològic de Tunísia, a la governació de Sfax, a la part sud de la delegació de Mahres, a la vora de la costa i del cap de Ras Onga, a l'anomenada Sirtis Menor.
La ciutat va ser una colònia fenícia i cartaginesa amb el nom de Māqōm Ḥadash (en púnic 𐤌𐤒𐤌𐤇𐤃𐤔, MQMḤDŠ, 'Lloc nou'). La ciutat costanera era el lloc on es creuaven la carretera de Cartago a Tacape i la carretera que portava a Sufetula.
Després de les guerres púniques, tot el territori va passar a control romà, i el nom es va llatinitzar, anomenant-se Macomades Minores a l'inici de l'Imperi Romà, i posteriorment Macomades Iunci, Iunca, Lunci o Lunca, i encara més tard, al segle iv Neàpolis de Zeugitana, segons Escílax de Carianda.
Va ser seu episcopal i el bisbe Valentinià va assistir al Concili de Cartago l'any 412. El 524 s'hi va fer un sínode provincial. L'Imperi Romà d'Orient la va fortificar i probablement en aquella època li van donar el nom abreujat d'Onga (derivat d'Iunci o Iunca). La ciutat va ser el refugi de les tropes de Joan Toglita, quan en temps de Justinià I va lluitar contra els amazics.
Al segle ix s'hi va establir un ribat, reforçant la fortalesa existent. Els geògrafs àrabs al-Bakrí i al-Idrissí l'esmenten com Kasr al-Rum (‘Castell dels Romans’).
Les excavacions de les retes del lloc han deixat al descobert diverses esglésies paleocristianes.